# Jessica Stenson
Jessica Stenson z domu Trengove (ur. 15 sierpnia 1987 w Adelaide) – australijska lekkoatletka specjalizująca się w biegach długodystansowych, zwłaszcza w biegu maratońskim.
Dwukrotnie startowała maratonie w igrzyskach olimpijskich. W 2012 w Rio de Londynie zajęła 38. miejsce, a w 2016 w Rio de Janeiro 22. miejsce. Dwukrotnie brała udział w mistrzostwach świata, również w maratonie. W 2013 w Moskwie zajęła 11. miejsce, a w 2017 w Londynie 9. miejsce.
Trzykrotnie zdobywała medale w maratonie na igrzyskach Wspólnoty Narodów, w tym złoty w 2022 w Birmingham.

## Osiągnięcia
| Rok  | Impreza                                   | Miejsce        | Konkurencja  | Lokata      | Wynik   |
| ---- | ----------------------------------------- | -------------- | ------------ | ----------- | ------- |
| 2010 | Mistrzostwa świata w półmaratonie         | Nanning        | półmaraton   | 24. miejsce | 1:14:21 |
| 2011 | Mistrzostwa świata w biegach przełajowych | Punta Umbría   | bieg na 8 km | 70. miejsce | 28:02   |
| 2012 | Igrzyska olimpijskie                      | Londyn         | maraton      | 38. miejsce | 2:31:17 |
| 2013 | Mistrzostwa świata                        | Moskwa         | maraton      | 11. miejsce | 2:37:11 |
| 2014 | Igrzyska Wspólnoty Narodów                | Glasgow        | maraton      | 3. miejsce  | 2:30:12 |
| 2015 | Mistrzostwa świata w biegach przełajowych | Guiyang        | bieg na 8 km | 55. miejsce | 29:4    |
| 2016 | Igrzyska olimpijskie                      | Rio de Janeiro | maraton      | 22. miejsce | 2:31:44 |
| 2017 | Mistrzostwa świata                        | Londyn         | maraton      | 9. miejsce  | 2:28:59 |
| 2018 | Igrzyska Wspólnoty Narodów                | Gold Coast     | maraton      | 3. miejsce  | 2:34:09 |
| 2022 | Igrzyska Wspólnoty Narodów                | Birmingham     | maraton      | 1. miejsce  |         |
| 2024 | Igrzyska olimpijskie                      | Paryż          | maraton      | 13. miejsce | 2:26:45 |

## Rekordy życiowe
Rekordy życiowe Stenson:
- bieg na 5000 metrów – 15:52,71 (7 listopada 2020, Adelaide)
- bieg na 10 000 metrów – 32:17,67 (2 maja 2015, Palo Alto)
- półmaraton – 1:09:04 (13 października 2024, Melbourne)
- maraton – 2:24:01 s (7 kwietnia 2024, Daegu)